# Лобанов-Ростовский, Иван Семёнович Большой
Князь Иван Семёнович Лобанов-Ростовский по прозванию Большой — воевода, наместник и окольничий во времена правления Ивана IV Васильевича Грозного и Фёдора Ивановича.
Из княжеского рода Лобановы-Ростовские. Старший сын князя Семёна Ивановича Лобанова-Ростовского. Имел братьев, князей: Ивана Среднего, Петра, Ивана Меньшого и Никиту Семёновичей.

## Биография

### Служба Ивану Грозному
В 1572 году годовал воеводой в Турове (Туровле). В этом же году упомянут воеводой в Болхове. В 1573-1575 годах воевода в Полоцке. В сентябре 1574 года воевода в Остроге, а после зимнего Колыванского похода по сентябрь 1575 года второй осадный воевода в Ругодиве. В мае 1576 года воевода "на берегу, у наряда и у обоза и у крепостей".  В апреле 1577 года воевода у снаряда (артиллерии), обоза и иных запасов в Большом полку в Серпухове, а с августа наместник и первый воевода в Туле, где по вестям велено ему сходиться с другими воеводами окраинных войск и быть первым воеводой Большого полка: "а как сойдутся окраинные воеводы для вестей, и тогда быть по полкам: в большом полку, с Тулы князю Ивану Семёновичу Лобанову". В 1578 году наместник и второй воевода в Туле. В 1579 году сперва второй, а после первый воевода у снаряда, в походе на Лифляндию и против войск Речи Посполитой, пришедших к Полоцку, после направлен вторым воеводой в Псков. В 1580 году послан первым воеводой по "крымским вестям" о приходе крымских отрядов в тульский и дедиловский уезды, стоял с полками на Пахре, под Колычевым и на Фроловской яму. В 1581 году отправлен из Москвы в Рузу на "старорузским вестям". В апреле 1583 года послан первым на съезд во Гдов с шведскими послами, с коими заключил перемирие сроком на три года. В 1584 году третий наместник и четвёртый воевода в Новгороде. В июле этого же года указано ему по Государевой грамоте присланной из Москвы, принять шведского гонца и отвечать по приложенному образцовому списку в Швецию к Понтосу Делагардию на письмо его к боярину и князю Андрею Ивановичу Шуйскому о перемирии и о других делах.

#### Служба Фёдору Ивановичу
В сентябре 1585 года воевода и наместник в Городецком и Новгородском пригородках. В 1587 году показан в окольничих, встречал первым на второй встрече при представлении Государю цареградского патриарха.
По родословной росписи показан бездетным.

## Критика
В связи с тем, что у отца, князя Семёна Ивановича было три сына с одним именем — Иван, то в разрядных книгах не проставлялись для отличия прозвания "Большой" или "Средний", возможно смешивание их служб, а "Меньшой" служил, по видимому, позднее, в начале XVII века и его службы не входят в данный перечень.